# Cinclodes pabsti espinhacensis
La remolinera del Cipó (Cinclodes pabsti espinhacensis), es una subespecie de ave paseriforme perteneciente al género Cinclodes de la familia Furnariidae. Es endémica de los pastizales de altura del sureste de Brasil.

## Distribución y hábitat
Se distribuye muy localizadamente en la Serra do Espinhaço meridional desde Serra do Abreu (Congonhas do Norte) hasta la Serra da Pedra Redonda (Jaboticatubas), en el estado de Minas Gerais, centro este de Brasil.
Su hábitat natural son los «campos rupestres», pastizales de altitud, cubiertos por formaciones rocosas, en lo alto de las colinas, y rodeados por campos abiertos, entre los 1100 y 1500 m de altitud.

## Descripción
Esta especie presenta una longitud total de cerca de 21 cm y pesa entre 43 y 48g; masa significativamente menor que C. pabsti.

## Sistemática

### Descripción original
La subespecie C. pabsti espinhacensis fue descrita por primera vez por los ornitólogos brasileños Guilherme H.S. Freitas, Anderson V. Chaves, Lílian M. Costa, Fabrício R. Santos & Marcos Rodrigues en 2012 bajo el nombre científico de «Cinclodes espinhacensis»; su localidad tipo es: «Barraco de Tábua, cabecera del arroyo Estancado (tributario del Río Preto do
Itambé), parque nacional da Serra do Cipó, Itambé do Mato Dentro, 19°21′S, 43°29′W, elevación c. 1495 m, porción sur de la Serra do Espinhaço, Minas Gerais.»

### Etimología
El nombre genérico masculino «Cinclodes» deriva del género Cinclus, que por su vez deriva del griego «kinklos»: ave desconocida a orilla del agua, y «oidēs»: que recuerda, que se parece; significando «que se parece a un Cinclus»; y el nombre de la especie «espinhacensis», se refiere a la Serra do Espinhaço, su localidad de residencia.

### Taxonomía
A pesar de que el presente taxón fue descrito como nueva especie, la Propuesta N° 548 al Comité de Clasificación de Sudamérica (SACC) proponiendo su reconocimiento como tal, fue rechazada, por lo que se la considera una subespecie de C. pabsti. El Comité Brasileño de Registros Ornitológicos (CBRO) en la Lista de aves de Brasil (2014), la reconoce como especie plena. Según Aves del Mundo, difiere muy poco, tanto 
genética, morfológica (plumaje más oscuro) como vocalmente (dos diferencias menores).